# Magadanskaya Pravda
Magadanskaya Pravda (en ruso: Магаданская правда) – periódico regional ruso, publicado en Magadán el martes y viernes con una circulación de 10,000-20,000; el periódico fue establecido en 1932.